# Жадаев, Иван Алексеевич
Иван Алексеевич Жадаев (род. 16 августа 1990, Салехард) — российский журналист, главный редактор российского интернет-издания «Вёрстка».

## Биография
Родился 16 августа 1990 в городе Салехард, детство провел в городе Ноябрьск в ЯНАО, окончил там школу и переехал в Москву. Окончил МИФИ по специальности «ядерная медицина». В журналистику пришёл в 2013 году.
Работал корреспондентом в РБК, редактором в «МБХ медиа». Также сотрудничал с Ильёй Варламовым, журналом «Совершенно секретно» и изданием «Такие дела». В 2022 году перешел на работу в российское интернет-издание «Вёрстка», в 2023 году стал его главным редактором.
14 октября 2022 года Минюст России включил Жадаева в реестр «иностранных агентов».
Неоднократно номинирован на премию «Редколлегия» с материалами о российский военных и конфликте в Украине.